# OBERIU
OBERIU (russisch ОБЭРИУ, Объединение реального искусства Objedinenije realnowo iskusstwa, deutsch ‚Vereinigung der realen Kunst‘) war eine avantgardistische Künstlervereinigung in Leningrad. OBERIU wurde 1927 gegründet und existierte bis zu ihrem staatlichen Verbot im Jahr 1930. Die Oberiuten forderten in ihrem Manifest u. a. die Gleichberechtigung verschiedener Kunstrichtungen nebeneinander. Bekannte Mitglieder waren Daniil Charms und Alexander Wwedenski.

## Geschichte
OBERIU wurde im Jahr 1927 von Daniil Charms, Alexander Wwedenski und Nikolai Sabolozki gegründet. Das „U“ in der Abkürzung OBERIU wurde „aus Ulk hinzugefügt, als eine Parodie auf alle «ismen»“.
Das künstlerische – meist schriftstellerische – Werk der Oberiuten war geprägt von absurde-grotesken Ideen und besaß im konservativ-frühstalinistischen Umfeld der späten 1920er Jahre ein hohes provokatives Potential. Viele Oberiuten waren erheblichen staatlichen Repressalien ausgesetzt und wurden inhaftiert. Einige der Mitglieder gehörten auch anderen avantgardistischen Vereinigungen an, beispielsweise den Tschinari.
OBERIU war laut seinem Manifest in vier Sektionen unterteilt: Literatur, Bildende Kunst, Theater und Film.
Im April 1930 erklärte die kommunistische Regierung OBERIU für staatsfeindlich. Das Schaffen der Oberiuten blieb lange Zeit unbekannt. Die russische Emigration und die westliche Slawistik erfuhren erst nach der juristischen Rehabilitation 1956 („Entstalinisierung“) von den Oberiuten, als Freunde auf ihr Schaffen hinwiesen und Texte aus den Privatarchiven ins Ausland gelangten.

## Mitglieder
- Igor Bachterew (1908–1996)
- Daniil Charms (1905–1942, im Gefängnis verhungert)
- Jakow Druskin (gestorben 1980)
- Dojwber Lewin, eigentlich Boris Michailowitsch Lewin, (1904–1942)
- Klimenti Minz (1908–1995)
- Aleksandr Rasumowski (1907–1980)
- Nikolai Sabolozki (1903–1958)
- Konstantin Waginow (1899–1934, an Tuberkulose gestorben)
- Alexander Wwedenski (1904–1941, auf Häftlingstransport gestorben)

Der Redakteur bekannter Kinderzeitschriften, Nikolai Oleinikow, stand den Oberiuten nahe. Er wurde 1937 vom NKWD verhaftet und erschossen. Der Schriftsteller Leonid Lipawski, Mitglied der Schriftstellergruppe Tschinari, ist 1941 im Krieg gefallen. Druskin rettete im belagerten Leningrad unter Lebensgefahr das Archiv des verhafteten Daniil Charms und überlieferte so viele Texte und Namen der Oberiuten.